# Вэньсянь (Ганьсу)
Вэньсянь (кит. упр. 文县, пиньинь Wén xiàn) — уезд городского округа Луннань провинции Ганьсу (КНР).

## История
При империи Хань в 111 году до н. э. был создан округ Уду (武都郡), а в его составе в этих местах был создан уезд Иньпин (阴平县). В эпоху Троецарствия эти земли стали ареной борьбы между царствами Шу и Вэй, и здесь был создан округ Иньпин (阴平郡).
В 474 году здесь возникло княжество Иньпин (阴平国), которое в 580 году было уничтожено войсками Северной Чжоу. Власти Северной Чжоу создали в этих местах область Вэньчжоу (文州).
При империи Мин в 1371 году область была понижена в статусе до уезда — так появился уезд Вэньсянь.
В 1949 году был образован Специальный район Уду (武都专区), и уезд вошёл в его состав. В 1958 году Специальный район Уду был присоединён к Специальному району Тяньшуй (天水专区).
В 1961 году Специальный район Уду был создан вновь. В 1968 году Специальный район Уду был переименован в Округ Уду (武都地区). В 1985 году округ Уду был переименован в округ Луннань (陇南地区).
В 2004 году был расформирован округ Луннань и образован городской округ Луннань.

## Административное деление
Уезд делится на 14 посёлков, 5 волостей и 1 национальную волость.